# Saint-Haon
Saint-Haon ist eine französische Gemeinde mit 277 Einwohnern (Stand 1. Januar 2022) im Département Haute-Loire in der Region Auvergne-Rhône-Alpes (vor 2016 Auvergne). Die Gemeinde gehört zum Arrondissement Le Puy-en-Velay und zum Kanton Velay volcanique.

## Geographie
Saint-Haon liegt etwa neunzehn Kilometer südsüdwestlich von Le Puy-en-Velay im Zentralmassiv und am Allier, der die Gemeinde im Westen begrenzt.
Am Westrand der Gemeinde verläuft die Route nationale 88.

### Nachbargemeinden
Umgeben wird Saint-Haon von den Nachbargemeinden Ouides im Norden, Le Bouchet-Saint-Nicolas im Osten und Nordosten, Landos im Osten und Südosten, Rauret im Süden, Saint-Bonnet-de-Montauroux im Südwesten sowie Saint-Christophe-d’Allier im Nordwesten.

## Bevölkerungsentwicklung
| Jahr                       | 1962 | 1968 | 1975 | 1982 | 1990 | 1999 | 2006 | 2011 | 2018 |
| Einwohner                  | 853  | 751  | 576  | 488  | 428  | 370  | 385  | 341  | 291  |
| Quellen: Cassini und INSEE |      |      |      |      |      |      |      |      |      |

## Sehenswürdigkeiten
- Kirche Saint-Haon, seit 1913 Monument historique

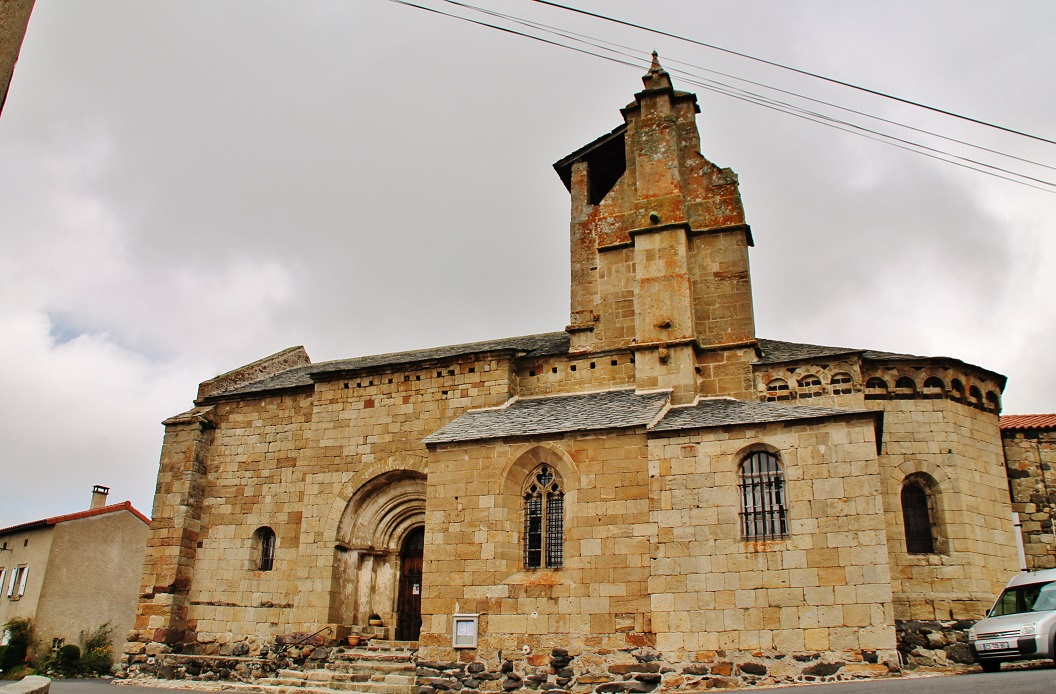
Kirche Saint-Haon

- renovierte Kirche
- Kapelle Saint-Médard
- Schloss Le Thord